# 笹糰子

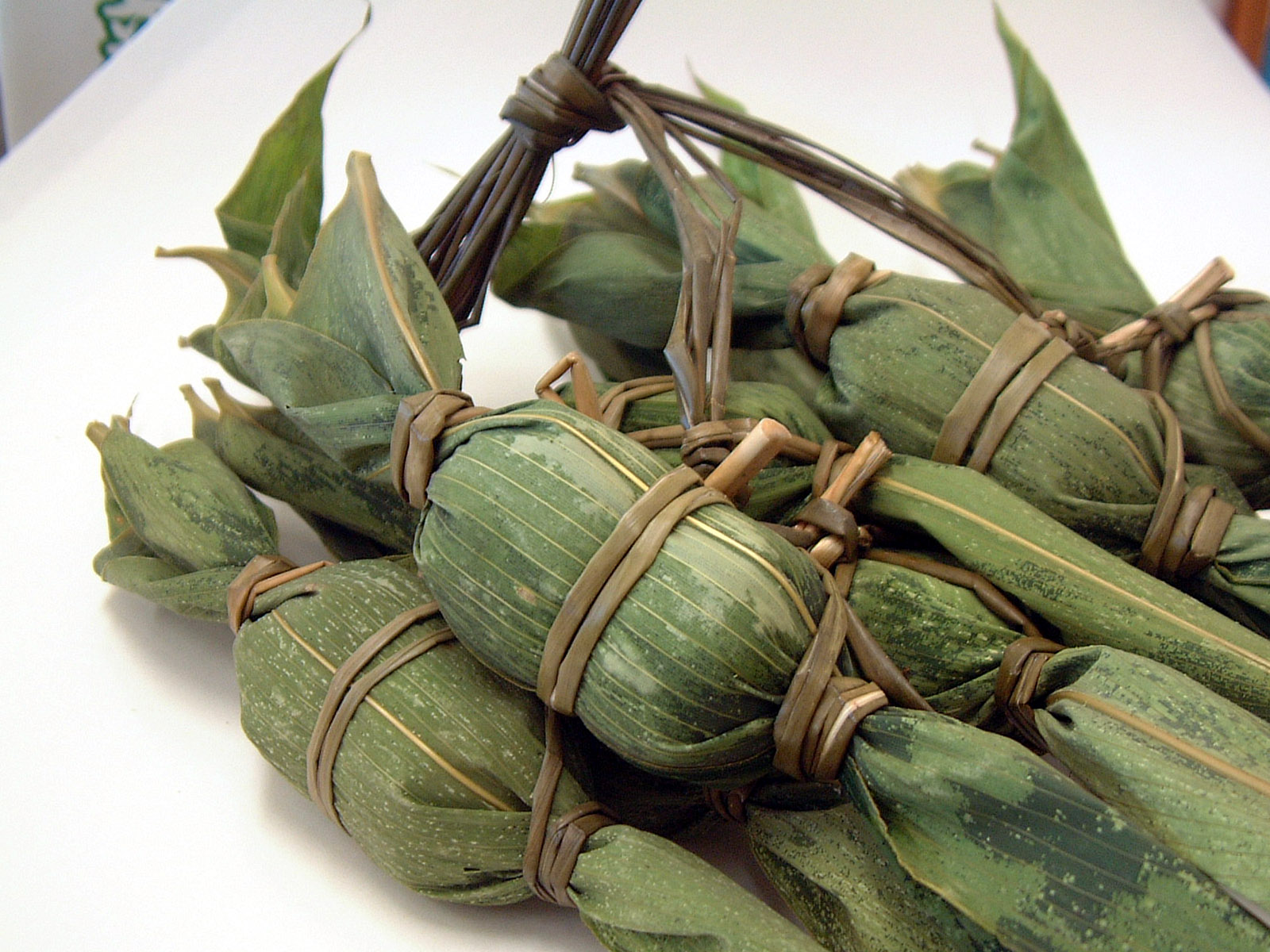
笹糰子外觀

笹糰子（日语：笹団子）為日本新潟縣以及山形縣代表性的和菓子。

## 概述
傳統的笹糰子製作方法，一般先用幾片赤竹葉包裹住內餡為豆沙的魁蒿糯米糰子後，將兩端用薹草或灯心草草繩繫住，把糰子緊緊綁在中間，再將之蒸熟或煮熟（各產地的製作方式稍有差異）。除了新潟县之外，其他縣亦有類似的和菓子，例如在山形县，笹糰子在端午節期間被當作零食食用，有些地方也將其作為學校午餐的食品。而在茨城縣的常陸太田市，也有與笹糰子相仿的和菓子，不過當地的糯米糰子在製作時並未摻入魁蒿，外觀呈現白色。

## 歷史

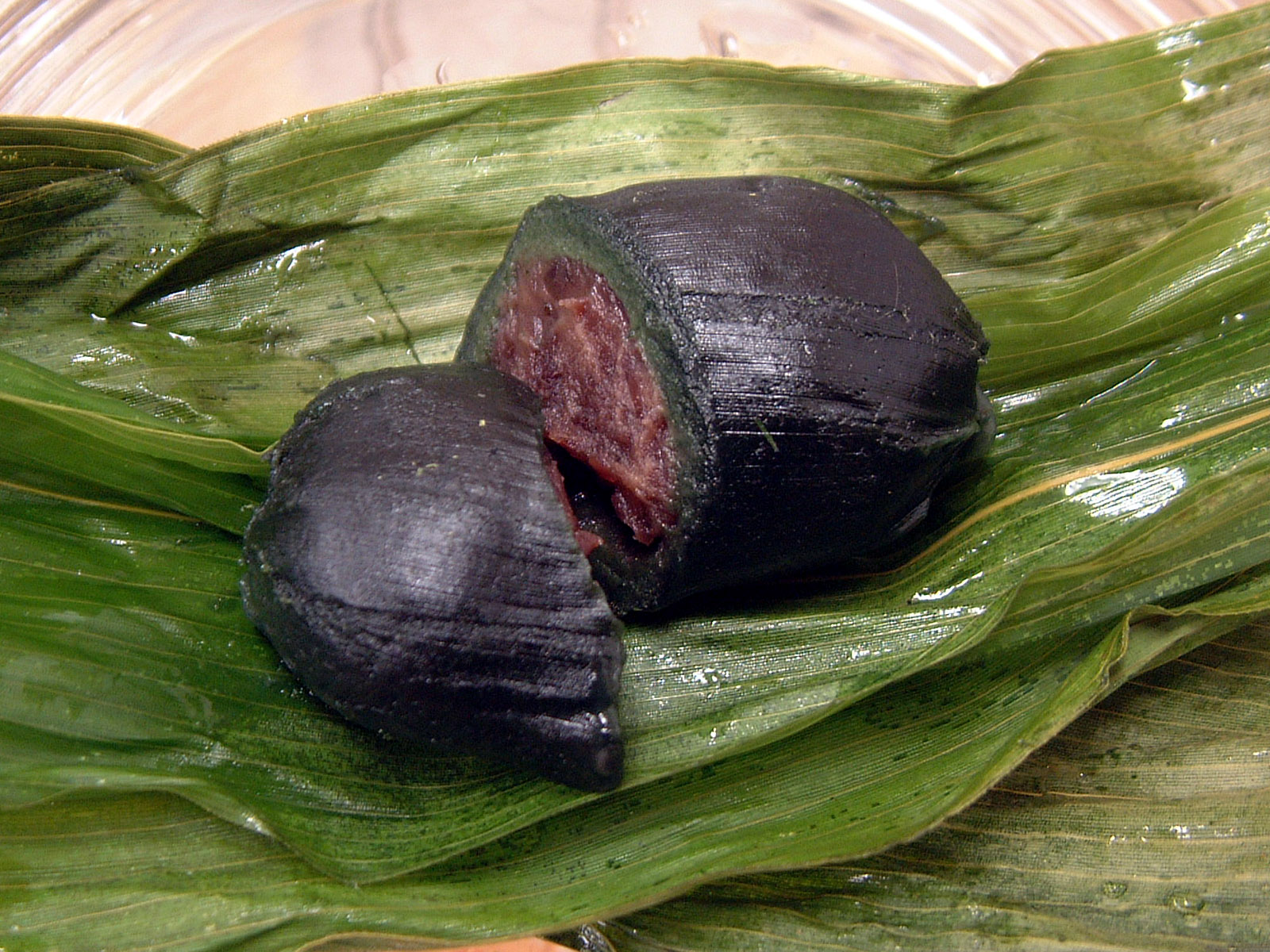
使用豆沙作為餡料的笹糰子

根據《北越風土記》記載，笹糰子起源於戰國時代，製作目的在於方便攜帶和保存。此外還有一種流行的說法認為笹糰子是由上杉謙信發明的。笹糰子作為新潟地區的一種鄉土食品，基本上一般家庭大都在初春時製作，還可搭配羊栖菜或荒布一同食用。
時至今日，笹糰子不僅在日本的超市、鐵路車站、道之驛、停車場、休息區以及上越新幹線和特急列車上普遍都有銷售，其作為新潟縣居民熟悉而喜愛的和菓子，在該地區的歷史可說是淵遠流長，被譽為「新潟的靈魂食品」。

## 外部連結
- 笹川餅屋 ホームページ （页面存档备份，存于）
- 新潟市土産品協会 ホームページ （页面存档备份，存于）